# Dolichopus roborovskii
Dolichopus roborovskii är en tvåvingeart som beskrevs av Stackelberg 1933. Dolichopus roborovskii ingår i släktet Dolichopus och familjen styltflugor. Inga underarter finns listade i Catalogue of Life.